# Consonne affriquée rétroflexe sourde
Cette page contient des caractères spéciaux ou non latins. S’ils s’affichent mal (▯, ?, etc.), consultez la page d’aide Unicode.
La consonne affriquée rétroflexe sourde est un son consonantique assez peu fréquent dans les langues parlées. Son symbole dans l'alphabet phonétique international est [ʈ͡ʂ].

## Caractéristiques
Voici les caractéristiques de la consonne affriquée rétroflexe sourde :
- Son mode d'articulation est affriqué, ce qui signifie qu’elle est produite en empêchant d'abord l'air de passer, puis le relâchant à travers une voie étroite, causant de la turbulence.
- Son point d’articulation est rétroflexe, ce qui signifie qu'elle est articulée avec la pointe de la langue retournée contre le palais.
- Sa phonation est sourde, ce qui signifie qu'elle est produite sans la vibration des cordes vocales.
- C'est une consonne orale, ce qui signifie que l'air ne s’échappe que par la bouche.
- C'est une consonne centrale, ce qui signifie qu’elle est produite en laissant l'air passer au-dessus du milieu de la langue, plutôt que par les côtés.
- Son mécanisme de courant d'air est égressif pulmonaire, ce qui signifie qu'elle est articulée en poussant l'air par les poumons et à travers le chenal vocatoire, plutôt que par la glotte ou la bouche.

## Symboles de l'API
Son symbole complet dans l'alphabet phonétique international est ʈ͡ʂ, représentant un T minuscule dans l'alphabet latin, suivi d'un S minuscule, tous deux diacrités d'un crochet rétroflexe (descendant vers la droite, accroché à l’extrémité inférieure) et reliés par un tirant. Une alternative simplifiée est de n'employer le crochet rétroflexe que pour le S. Le tirant est souvent omis quand cela ne crée pas d'ambiguïté.
| ʈ͡ʂ                         | ʈʂ                           | t͡ʂ                       | tʂ                         |
| Avec t diacrité et tirant. | Avec t diacrité sans tirant. | Avec t normal et tirant. | Avec t normal sans tirant. |

## En français
Le français ne possède pas le [ʈ͡ʂ].

## Autres langues
- En mandarin, il existe deux formes distinctes de ce son, avec et sans aspiration. Dans la romanisation hanyu pinyin, le phonème non aspiré est transcrit par zh, le phonème aspiré par ch.
- En malgache, il s'écrit tr.